# Saperda
Genre
Saperda est un genre d'insectes coléoptères cérambycidés de la sous-famille des Lamiinae.

## Classification

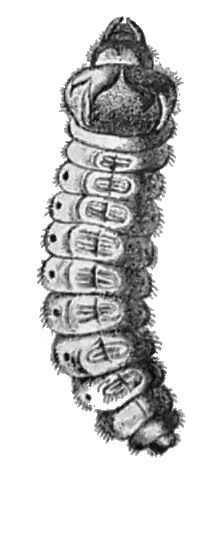
Saperda : larve xylophage.

Le genre Saperda est décrit par Fabricius en 1775,.

## Espèces présentes en Europe
Selon Fauna Europaea (22 avril 2022) :
- Saperda carcharias (Linnaeus, 1758) - la grande saperde
- Saperda octopunctata (Scopoli, 1772)
- Saperda perforata (Pallas, 1773)
- Saperda populnea (Linnaeus, 1758)
- Saperda punctata (Linnaeus, 1767)
- Saperda quercus Charpentier, 1825
- Saperda scalaris (Linnaeus, 1758) - la saperde à échelons
- Saperda similis Laicharting, 1784

## Espèces fossiles
Selon Paleobiology Database en 2023, les espèces fossiles référencées sont au nombre de cinq :
- †Saperda caroli, Vitali 2015
- †Saperda densipunctata, Théobald 1937
- †Saperda florissantensis, Wickham 1916
- †Saperda lata, Germar 1837
- †Saperda robusta, Schmidt 1967

## Galerie

Quelques espèces vivantes du genre Saperda.
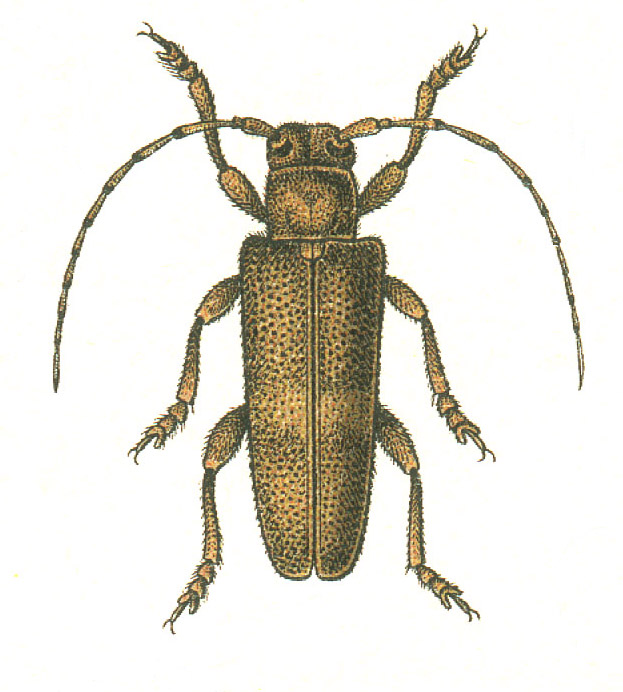
Saperda carcharias.
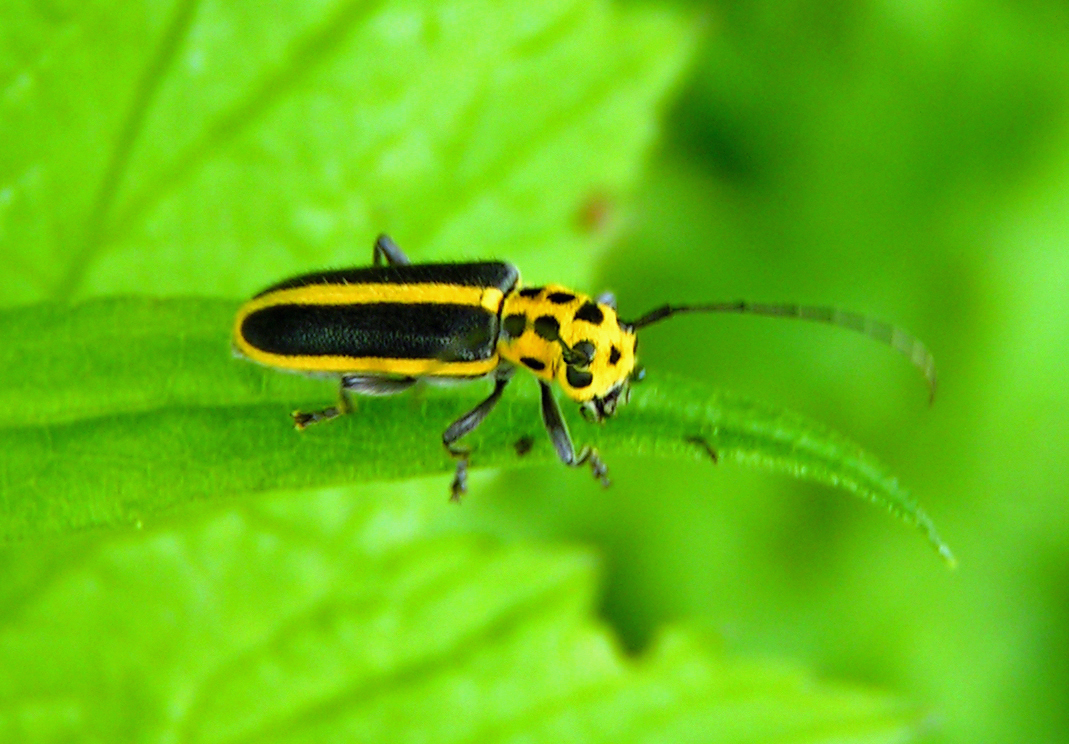
Saperda puncticollis.
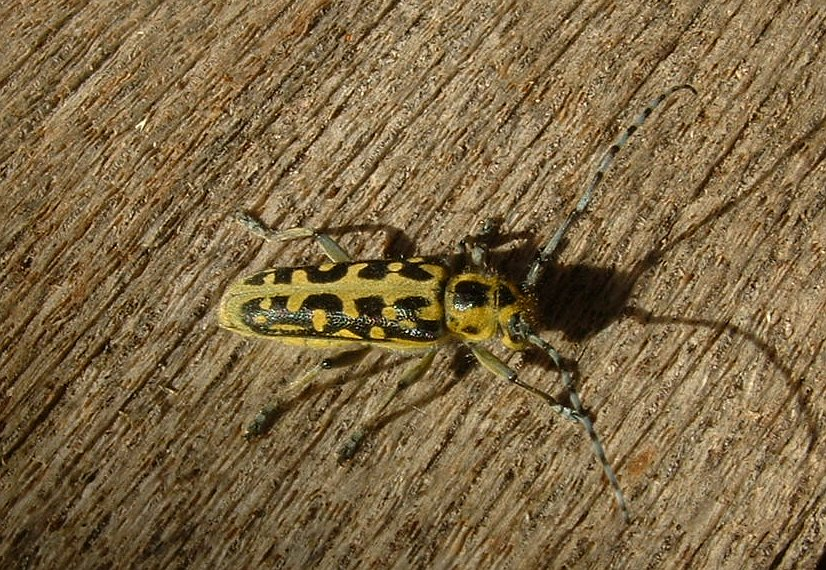
Saperda scalaris.
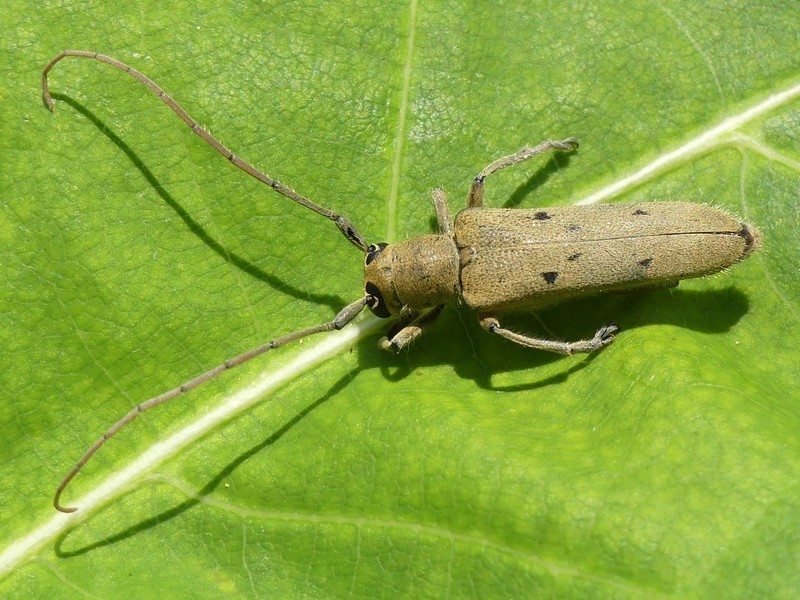
Saperda vestita.
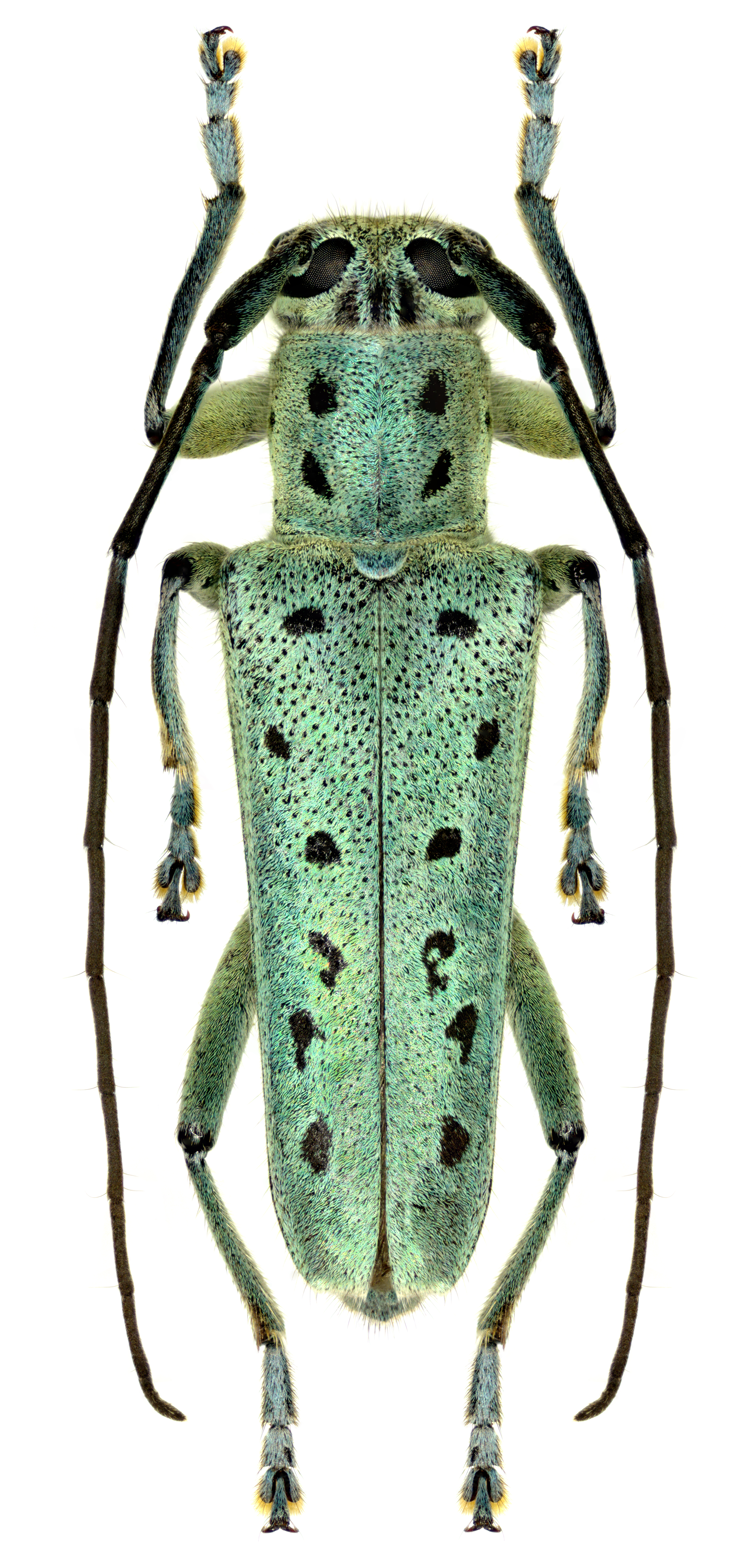
Saperda punctata (en).

### Publication originale
- [1775] (la) J. C. Fabricius, Systema Entomologiae, Sistens Insectorum Classes, Ordines, Genera, Species Adiectis Synonymis, Locis, Descriptionibus, Observationibus, 1775, 1-832 p.